# Dubravko Detoni
Dubravko Detoni (* 22. Februar 1937 in Križevci, Königreich Jugoslawien) ist ein kroatischer Komponist, Pianist und Schriftsteller.
Detoni studierte in Zagreb, in Siena bei Guido Agosti, in Warschau bei Witold Lutosławski, in Darmstadt bei Karlheinz Stockhausen und György Ligeti sowie in Paris bei John Cage. Er ist Gründer und Leiter des in Zagreb beheimateten Ensembles ACEZANTEZ, mit dem er Tourneen durch Europa, Asien und Amerika unternahm. Er arbeitete viele Jahre als Musikredakteur und -produzent für das Fernsehen und den Rundfunk in Kroatien.
Detoni komponierte mehr als 100 Musikwerke, Multimedia- und Performancestücke und veröffentlichte Gedichtbände und Essaysammlungen. Für sein Lebenswerk wurde er 2007 mit dem kroatischen Musikpreis Porin ausgezeichnet.

## Schriften
- Panopticum musicum, Essays, Zagreb, 1981
- Glasovir na koturaljkama, Essays, Sarajevo, 1989
- Prekrasno čudovište vremena, Essays, 1989
- Dimnjačar briše kući nos, Gedichte für Kinder Zagreb, 1991
- Trulo svjetlo, Gedichte, Zagreb, 1996
- Noćni svirač, Gedichte für Kinder, Zagreb, 1996
- Predasi tišine, Essays, Zagreb, 2001
- Priča prema gore, Gedichte, Zagreb, 2005
- Atlas života Essays und Prosagedichte, Zagreb, 2009